# Kwame Brown

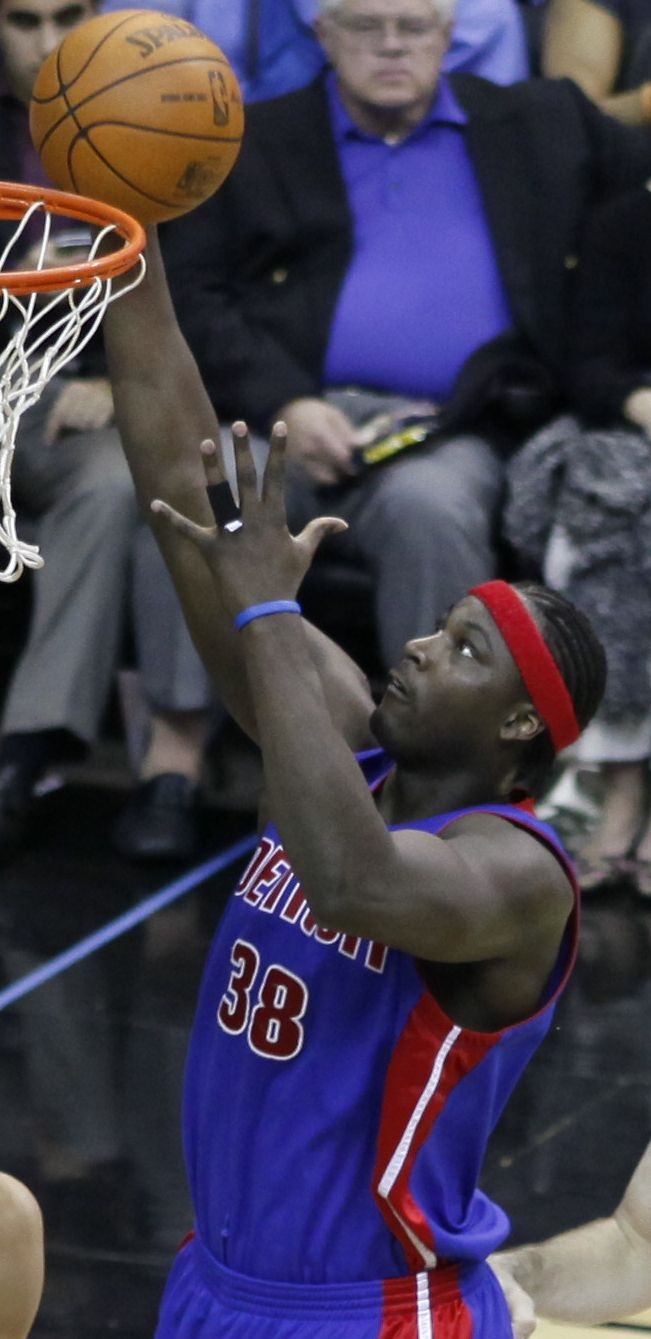
Kwame Brown, 2011.

Kwame Hasani Brown, född 10 mars 1982 i Charleston i South Carolina, är en amerikansk före detta professionell basketspelare (PF/C) som tillbringade tolv säsonger (2001–2013) i den nordamerikanska basketligan National Basketball Association (NBA), där han spelade för Washington Wizards, Los Angeles Lakers, Memphis Grizzlies, Detroit Pistons, Charlotte Bobcats, Golden State Warriors och Philadelphia 76ers.
Under sin NBA-karriär gjorde Brown 4 035 poäng (6,6 poäng per match), 554 assists samt 3 333 rebounds, räddningar från att bollen ska hamna i nätkorgen, på 607 grundspelsmatcher.
Han draftades av Washington Wizards i första rundan i 2001 års draft som förste spelare totalt.
Brown är släkt med Jabari Smith och Jabari Smith Jr.